# Нойзидлер Зе
Нойзидлер Зе (на немски: Neusiedler See; на унгарски: Fertő-tó) е безотточно засолено езеро, разположено на границата между Австрия (около 80% от площта му) и Унгария. През 2001 г. е вписано в Списъка на световното културно и природно наследство на ЮНЕСКО.
Езерото е разположено в северозападната част на Среднодунавската низина (северозападната част на равнината Кишалфьолд) на 115 m н.в. Площта му е 315 km², обемът – 0,325 km³, дължината от север на юг – 36 km, ширината – до 12 km. Максималната дълбочина на езерото е 1,8 m, средната – 1 m. Водосборен басейн – 1120 km². Бреговете му са плоски, силно заблатени. През лятото, когато е влажният сезон, размерите му силно се увеличават. През студени зими замръзва до дъно. В пределите на Унгария чрез канала Ханшаг се свързва с река Раба и оттам с Дунав. Около 4/5 от площта му е заета от тръстики, където гнездят много водоплаващи птици. На австрийска територия езерото и голям район около него попада в орнитологичния резерват „Нойзидлер Зе-Зевинкел“. Най-големият град на езерото (на около 8 km югозападно от него) е унгарският Шопрон.